# Хайлендский полк
Хайлендский полк (сифортский, гордонский и камеронский) (англ. Highlanders (Seaforth, Gordons and Camerons)) — пехотный полк Британской армии. С 2006 года — 4-й Хайлендский батальон Королевского полка Шотландии (англ. Highlanders, 4th Battalion, Royal Regiment of Scotland / 4 SCOTS).
До 28 марта 2006 года был самостоятельным пехотным полком и входил в состав Шотландской дивизии. Этот полк был одним из двух в британской армии с гэльским девизом Cuidich 'n Righ, что означает «Помоги королю». Другой — Королевский ирландский полк, чей девиз — Faugh a Ballagh (англизированная версия гэльского Fág an Bealach! — Расчистите путь!).

## История
Полк был сформирован 17 сентября 1994 года в рамках программы военных реформ «Варианты перемен» путём слияния Собственного Её Величества хайлендского полка (сифортско-камеронский) и Гордонского хайлендского полка.
С апреля 1995 года новый полк совершил двухлетний тур по Северной Ирландии и был расквартирован в казармах Эбрингтон в графстве Лондондерри. После базирования в различных точках Соединенного Королевства батальон был переброшен в Боснию в 2003 году.
В 2004 году, в рамках реструктуризации пехоты, было объявлено, что «хайлендеры» будут объединены с другими шотландскими пехотными полками в один большой Королевский полк Шотландии. Слияние произошло 28 марта 2006 года. Как и другим шотландским полкам, горцам (хайлендеры) было разрешено сохранить свое прежнее название в качестве основного наименования нового батальона, а номер батальона — в качестве подзаголовка. Таким образом, они стали «хайлендеры, 4-й батальон Королевского полка Шотландии» (The Highlanders, 4th Battalion, The Royal Regiment of Scotland). Сокращённое наименование 4 SCOTS.
До объединения батальон был переведен в гарнизон Берген-Хоне в немецком Бад-Фаллингбостеле, войдя в состав 7-й бронетанковой бригады, потомков «пустынных крыс» Второй мировой войны, оснащённой пехотной машиной Warrior. Отсюда они совершили шестимесячные поездки в Ирак в 2005—2006 и 2008 годах и в Афганистан в апреле 2011 года.
В сентябре 2015 года батальон переехал из Германии в казармы Бурлон в гарнизоне Каттерик, где стал тяжёлым защищённым мобильным батальоном, входящим в состав 20-й механизированной бригады.
В ходе реструктуризации, проведённой в рамках программы «Армия 2020», батальон вошел в состав Strike Experimentation Group в 2020 г.

## Униформа и традиции
В настоящее время 4 SCOTS носят правительственный тартан образца 1A, но до объединения в 2006 году полк носил килты из тартана Гордона и trews из Seaforth Mackenzie. Трубачи и барабанщики батальона носят килты с тартаном Cameron of Erracht. Батальон набирается из Гебридских, Оркнейских и Шетландских островов, материковых графств Инвернессшир, Росс и Кромарти, Сатерленд, Кейтнесс, Мори и Нэрншир, а также из традиционных очагов Гордонов в Абердине и Абердиншире. Штаб батальона расположен в казармах Камерон в Инвернессе.
Батальон является основой единственной в Британской армии команды по шинти — «СКОТС Каманакд» (англ. The Scots Shinty Club, ирл. SCOTS Camanachd). Из-за того, что 4-й батальон постоянно находится за границей, команда играет только в кубковых матчах.

## Преемственность
| Преемственность                                                                                            | | |                                                                                              |
| Хайлендский полк (сифортский, гордонский и камеронский) (The Highlanders (Seaforth, Gordons and Camerons)) | Собственный Её Величества хайлендский полк (сифортский и камеронский) (The Queen’s Own Highlanders (Seaforth and Camerons)) | Собственный Её Величества камеронский хайлендский полк (The Queen’s Own Cameron Highlanders)                                   | Собственный Её Величества камеронский хайлендский полк (The Queen’s Own Cameron Highlanders) |
| Хайлендский полк (сифортский, гордонский и камеронский) (The Highlanders (Seaforth, Gordons and Camerons)) | Собственный Её Величества хайлендский полк (сифортский и камеронский) (The Queen’s Own Highlanders (Seaforth and Camerons)) | Сифортский хайлендский полк (россширские баффы герцога Олбани) (Seaforth Highlanders (Ross-shire Buffs, The Duke of Albany’s)) | 72-й (собственный герцога Олбани) хайлендский полк (72nd (Duke of Albany’s Own) Highlanders) |
| Хайлендский полк (сифортский, гордонский и камеронский) (The Highlanders (Seaforth, Gordons and Camerons)) | Собственный Её Величества хайлендский полк (сифортский и камеронский) (The Queen’s Own Highlanders (Seaforth and Camerons)) | Сифортский хайлендский полк (россширские баффы герцога Олбани) (Seaforth Highlanders (Ross-shire Buffs, The Duke of Albany’s)) | 78-й хайлендский полк (россширские баффы) (78th Highlanders (Ross-shire Buffs))              |
| Хайлендский полк (сифортский, гордонский и камеронский) (The Highlanders (Seaforth, Gordons and Camerons)) | Гордонский хайлендский полк (The Gordon Highlanders)                                                                        | 75-й (стерлингширский) пехотный полк (The 75th (Stirlingshire) Regiment of Foot)                                               | 75-й (стерлингширский) пехотный полк (The 75th (Stirlingshire) Regiment of Foot)             |
| Хайлендский полк (сифортский, гордонский и камеронский) (The Highlanders (Seaforth, Gordons and Camerons)) | Гордонский хайлендский полк (The Gordon Highlanders)                                                                        | 92-й (гордонский хайлендский) пехотный полк (The 92nd (Gordon Highlanders) Regiment of Foot)                                   |                                                                                              |